# بيدرو أوليفيرا
بيدرو أوليفيرا هو سباح برتغالي، ولد في 1988 في ريو مايور في البرتغال.

## وصلات خارجية
- بيدرو أوليفيرا على موقع الاتحاد الدولي للسباحة (الإنجليزية)
- بيدرو أوليفيرا على موقع SwimRankings.net (الإنجليزية)
- بيدرو أوليفيرا على موقع أوليمبيديا (الإنجليزية)